# 穆萨·马拉
穆萨·马拉（法語：Moussa Mara，1975年3月2日—），马里政治人物，前总理。

## 生平
他的政治生涯始于巴馬科。2004年开始竞选巴马科四区区长。2010年7月，他创建了变革党。他参加了2013年总统选举，在第一轮投票中仅获得1.5%的选票，位列第11名。2013年9月至2014年4月，他担任马里城市规划和城市政策部长。
2014年4月5日，他被任命为总理，接替辞职的奥马尔·塔特姆·利。时年39岁，为马里历史上最年轻的总理。同年5月17日，他前往北方城市基達爾访问，引发北方武装叛乱组织与政府军的激烈交火，造成局势动荡。此后要求他引咎辞职的呼声不断。2015年1月8日，总统易卜拉欣·布巴卡爾·凱塔签署总统令，任命莫迪博·凱塔为新任总理，穆萨·马拉则当天递交辞呈。
他放弃参加2018年总统选举。2020年5月，他角逐马里国民议会议长，但仅获8票。

## 立场
在反對逃犯條例修訂草案運動的立场方面，他表示“非常欣赏香港警察处理问题的方式，他们表现得很职业”。